# Unterwart
Unterwart (węg. Alsóőr; burg.-chorw. Dolnja Borta, Dolnja Jerba; rom. Telutni Erba, Tenuerba) – gmina w Austrii, w kraju związkowym Burgenland, w powiecie Oberwart. 1 stycznia 2014 liczyła 881 mieszkańców.